# تاونسند (حوزه سرشماری)، ماساچوست
تاونسند (به انگلیسی: Townsend) یک منطقهٔ مسکونی در ایالات متحده آمریکا است که در شهرستان میدلسکس، ماساچوست واقع شده‌است. تاونسند ۴٫۴ کیلومتر مربع مساحت و ۱٬۱۲۸ نفر جمعیت دارد و ۹۶ متر بالاتر از سطح دریا واقع شده‌است.